# Kevin Knox
Kevin DeVon Knox II (Phoenix, 11 agosto 1999) è un cestista statunitense, professionista nella NBA.

## Carriera
È stato selezionato dai New York Knicks al primo giro del Draft NBA 2018 (9ª scelta assoluta). È diventata virale la foto dopo il draft dove Kevin mostrò l'interno della sua giacca, dove carica la scritta Fortnite. Pare che lo abbia fatto per omaggiare il gioco da lui tanto amato. 

## Statistiche

### NCAA
| Anno      | Squadra           | PG | PT | MP   | TC%  | 3P%  | TL%  | RP  | AP  | PRP | SP  | PP   |
| --------- | ----------------- | -- | -- | ---- | ---- | ---- | ---- | --- | --- | --- | --- | ---- |
| 2017-2018 | Kentucky Wildcats | 37 | 37 | 32,4 | 44,7 | 34,1 | 77,4 | 5,4 | 1,4 | 0,8 | 0,3 | 15,6 |
| Carriera  | Carriera          | 37 | 37 | 32,4 | 44,7 | 34,1 | 77,4 | 5,4 | 1,4 | 0,8 | 0,3 | 15,6 |

#### Massimi in carriera
- Massimo di punti: 34 vs West Virginia (27 gennaio 2018)[1]
- Massimo di rimbalzi: 11 vs Louisiana State (3 gennaio 2018)
- Massimo di assist: 4 (5 volte)
- Massimo di palle rubate: 4 vs Utah Valley (10 novembre 2017)
- Massimo di stoppate: 1 (10 volte)
- Massimo di minuti giocati: 40 vs Vanderbilt (30 gennaio 2018)

### NBA

#### Regular Season
| Anno      | Squadra             | PG  | PT | MP   | TC%  | 3P%  | TL%  | RP  | AP  | PRP | SP  | PP   |
| --------- | ------------------- | --- | -- | ---- | ---- | ---- | ---- | --- | --- | --- | --- | ---- |
| 2018-2019 | N.Y. Knicks         | 75  | 57 | 28,8 | 37,0 | 34,3 | 71,7 | 4,5 | 1,1 | 0,6 | 0,3 | 12,8 |
| 2019-2020 | N.Y. Knicks         | 65  | 4  | 17,9 | 35,9 | 32,7 | 65,3 | 2,8 | 0,9 | 0,4 | 0,4 | 6,4  |
| 2020-2021 | N.Y. Knicks         | 42  | 0  | 11,0 | 39,2 | 39,3 | 80,0 | 1,5 | 0,5 | 0,3 | 0,1 | 3,9  |
| 2021-2022 | N.Y. Knicks         | 13  | 0  | 8,5  | 37,5 | 35,7 | 70,0 | 1,7 | 0,2 | 0,2 | 0,1 | 3,6  |
| 2021-2022 | Atlanta Hawks       | 17  | 0  | 6,6  | 35,6 | 19,2 | 75,0 | 1,3 | 0,4 | 0,1 | 0,1 | 2,7  |
| 2022-2023 | Detroit Pistons     | 42  | 1  | 14,1 | 46,9 | 37,1 | 78,8 | 2,6 | 0,4 | 0,3 | 0,3 | 5,6  |
| 2022-2023 | Portland T. Blazers | 21  | 4  | 17,1 | 44,4 | 31,4 | 74,1 | 3,3 | 0,9 | 0,5 | 0,0 | 8,5  |
| 2023-2024 | Detroit Pistons     | 31  | 11 | 18,1 | 46,2 | 33,0 | 90,9 | 2,4 | 0,7 | 0,4 | 0,2 | 7,2  |
| 2024-2025 | G.S. Warriors       | 14  | 0  | 6,0  | 50,0 | 26,7 | 75,0 | 1,2 | 0,4 | 0,1 | 0,3 | 3,3  |
| Carriera  | Carriera            | 320 | 77 | 17,5 | 39,3 | 34,0 | 72,3 | 2,8 | 0,7 | 0,4 | 0,3 | 7,3  |

#### Play-off
| Anno     | Squadra       | PG | PT | MP  | TC%  | 3P%  | TL%  | RP  | AP  | PRP | SP  | PP   |
| -------- | ------------- | -- | -- | --- | ---- | ---- | ---- | --- | --- | --- | --- | ---- |
| 2021     | N.Y. Knicks   | 1  | 0  | 4,0 | -    | -    | 100  | 1,0 | 1,0 | 0,0 | 1,0 | 2,0  |
| 2022     | Atlanta Hawks | 2  | 0  | 4,5 | 63,6 | 60,0 | 100  | 1,0 | 0,0 | 1,0 | 0,0 | 11,0 |
| 2025     | G.S. Warriors | 5  | 0  | 7,6 | 40,0 | 16,7 | 80,0 | 1,4 | 0,8 | 0,0 | 0,2 | 4,2  |
| Carriera | Carriera      | 8  | 0  | 6,4 | 48,4 | 43,8 | 88,9 | 1,3 | 0,6 | 0,3 | 0,3 | 5,6  |

#### Massimi in carriera
- Massimo di punti: 31 vs Philadelphia 76ers (13 gennaio 2019)[2]
- Massimo di rimbalzi: 15 vs Charlotte Hornets (9 dicembre 2018)
- Massimo di assist: 5 (2 volte)
- Massimo di palle rubate: 3 (2 volte)
- Massimo di stoppate: 3 vs Milwaukee Bucks (21 dicembre 2019)
- Massimo di minuti giocati: 47 vs Utah Jazz (20 marzo 2019)

### G League
| Anno      | Squadra        | PG | PT | MP   | TC%  | 3P%  | TL%  | RP  | AP  | PRP | SP  | PP   |
| --------- | -------------- | -- | -- | ---- | ---- | ---- | ---- | --- | --- | --- | --- | ---- |
| 2023-2024 | Rip City Remix | 11 | 11 | 33,1 | 45,4 | 37,1 | 66,7 | 8,8 | 2,8 | 0,8 | 1,1 | 22,6 |
| 2024-2025 | S.C. Warriors  | 28 | 28 | 32,6 | 49,5 | 38,9 | 75,9 | 8,0 | 2,4 | 0,7 | 0,8 | 21,8 |
| Carriera  | Carriera       | 39 | 39 | 32,7 | 48,2 | 38,3 | 73,7 | 8,2 | 2,5 | 0,7 | 0,9 | 22,0 |

## Palmarès
- McDonald's All-American (2017)